# Mount Borodin
Mount Borodin ist ein größtenteils vereister und 694 m (nach Angaben des UK Antarctic Place-Names Committee rund 300 m) hoher Berg mit einem Felsvorsprung an der Ostflanke im Südwesten der Alexander-I.-Insel westlich der Antarktischen Halbinsel. Auf der Beethoven-Halbinsel ragt er 11 km nordnordöstlich des Gluck Peak und nördlich des Boccherini Inlet auf.
Eine Reihe von Bergen in der Umgebung erscheint erstmals auf Kartenmaterial, das im Zuge der US-amerikanischen Ronne Antarctic Research Expedition (1947–1948) entstand. Mount Borodin im Speziellen kartierte der britische Geograph Derek Searle vom Falkland Islands Dependencies Survey im Jahr 1960 anhand von Luftaufnahmen, die bei Finn Ronnes Expedition angefertigt worden waren. Das UK Antarctic Place-Names Committee benannte den Berg im Jahr 1961 nach dem russischen Komponisten Alexander Borodin (1833–1887).